# Ca l'Ayats
Ca l'Ayats és una obra neoclàssica d'Arbúcies (Selva) inclosa a l'Inventari del Patrimoni Arquitectònic de Catalunya. Ca l'Ayats és una casa senyorial situada al costat de la Capella de la Pietat que va ser feta pel mateix arquitecte de la capella.

## Descripció
És un edifici de planta quadrangular amb tres plantes i coberta a quatre aigües amb mènsules de fusta a la cornisa. A la planta baixa destaca un porxo amb cinc arcades de mig punt, sostentat per pilastres de pedra. Sota aquest hi ha la porta principal de fusta i també emmarcada amb pedra. Tota la paret d'aquesta planta presenta un revestiment aplacat de pedra. Les obertures estan protegides per reixes de ferro treballades. Per damunt d'aquest porxo hi ha una terrassa correguda que correspon al primer pis, amb barana senzilla de ferro forjat i tres obertures rectangulars emmarcades amb pedra. La del mig està flanquejada pel dibuix egrafiat de dos grans gerros amb flors. Cal destacar els tres frontons en relleu, que decoren la part superior de les obertures. El del centre té un petit escut motllurat al damunt amb l'any 1965. A l'últim pis les finestres són rectangulars amb motllura de pedra al centre. El parament d'aquesta façana destaca pel color rosat i l'esgrafiat en blanc de motius florals i geomètrics. Tan els angles com sota la cornisa es troben protegits per un aplacat de pedra.
El cos central s'amplia pels laterals i a la part esquerra hi ha altres dependències, com la piscina de la part posterior de la casa. Es troba envoltada per un jardí molt ben cuidat tot i ser enmig del nucli urbà. Antigament quedava isolada. L'interior fa anys es va reformar, ja que acull dos habitatges, l'entrada d'una de les quals és fa per l'ala afegida a la part esquerra de l'edifici.

## Història
La família Ayats és una de les famílies fundadores de la indústria carrossera de la vila.